# Municipio de Whitefish
El municipio de Whitefish (en inglés: Whitefish Township) es un municipio ubicado en el condado de Chippewa en el estado estadounidense de Míchigan. En el año 2010 tenía una población de 575 habitantes y una densidad poblacional de 0,76 personas por km².

## Geografía
El municipio de Whitefish se encuentra ubicado en las coordenadas 46°36′22″N 85°6′51″O / 46.60611, -85.11417. Según la Oficina del Censo de los Estados Unidos, el municipio tiene una superficie total de 760.53 km², de la cual 625,48 km² corresponden a tierra firme y (17,76 %) 135,05 km² es agua.

## Demografía
Según el censo de 2010, había 575 personas residiendo en el municipio de Whitefish. La densidad de población era de 0,76 hab./km². De los 575 habitantes, el municipio de Whitefish estaba compuesto por el 94,09 % blancos, el 0,17 % eran afroamericanos, el 4 % eran amerindios, el 0,17 % eran de otras razas y el 1,57 % eran de una mezcla de razas. Del total de la población el 1,57 % eran hispanos o latinos de cualquier raza.